# إيليا (مقاطعة)
إيليا هي إحدى مقاطعات اليونان وتضم مدينتي بيرغوس عاصمة المقاطعة ومدينة أمالياذا.